# 杰斐逊镍币
杰斐逊镍币（英語：Jefferson nickel）是美国铸币局于1938年开始生产的一种5美分硬币，用于取代此前的野牛镍币。硬币由铜镍合金打造，其中1938至2004年间出产的批次正面刻有开国元勋、第三任美国总统托马斯·杰斐逊的侧面头像，由艺术家费利克斯·施拉格所绘；2005年版硬币正面仍然是杰斐逊的侧面头像，但设计者改为乔·菲茨杰拉德。从2006年起，镍币正面开始采用杰米·弗兰基的新设计，杰斐逊的头像换为正脸。硬币背面的设计一直沿用施拉格的原版，只是在2004至2005年间曾采用纪念币设计。
1913年开始投产的野牛镍币在铸造上一直存在困难，模具故障率很高，但要更换新设计必须要在生产25年后才无需通过联邦国会批准。经过25年的生产，铸币局立即采取行动，于1938年初举办镍币设计竞赛，要求正面刻有杰斐逊肖像，背面则是他的故居蒙蒂塞洛。德国移民施拉格赢得比赛，但硬币背面之后经过重新设计，新镍币于1938年10月投产。
第二次世界大战期间，镍成为战略性战争物资，为了节省用量，1942至1945年间生产的镍币采用的是铜、银和锰的合金，这样不但节省了镍，而且自动售货机也能正常识别。这些“战时镍币”背面的蒙蒂塞洛上方刻有尺寸较大的铸币标记。2004和2005年，镍币迎来人称“西行系列”的新设计，但从2006年起又恢复杰弗逊和蒙蒂塞洛设计，只是正面的杰弗逊肖像换成弗兰基的作品。

## 构想

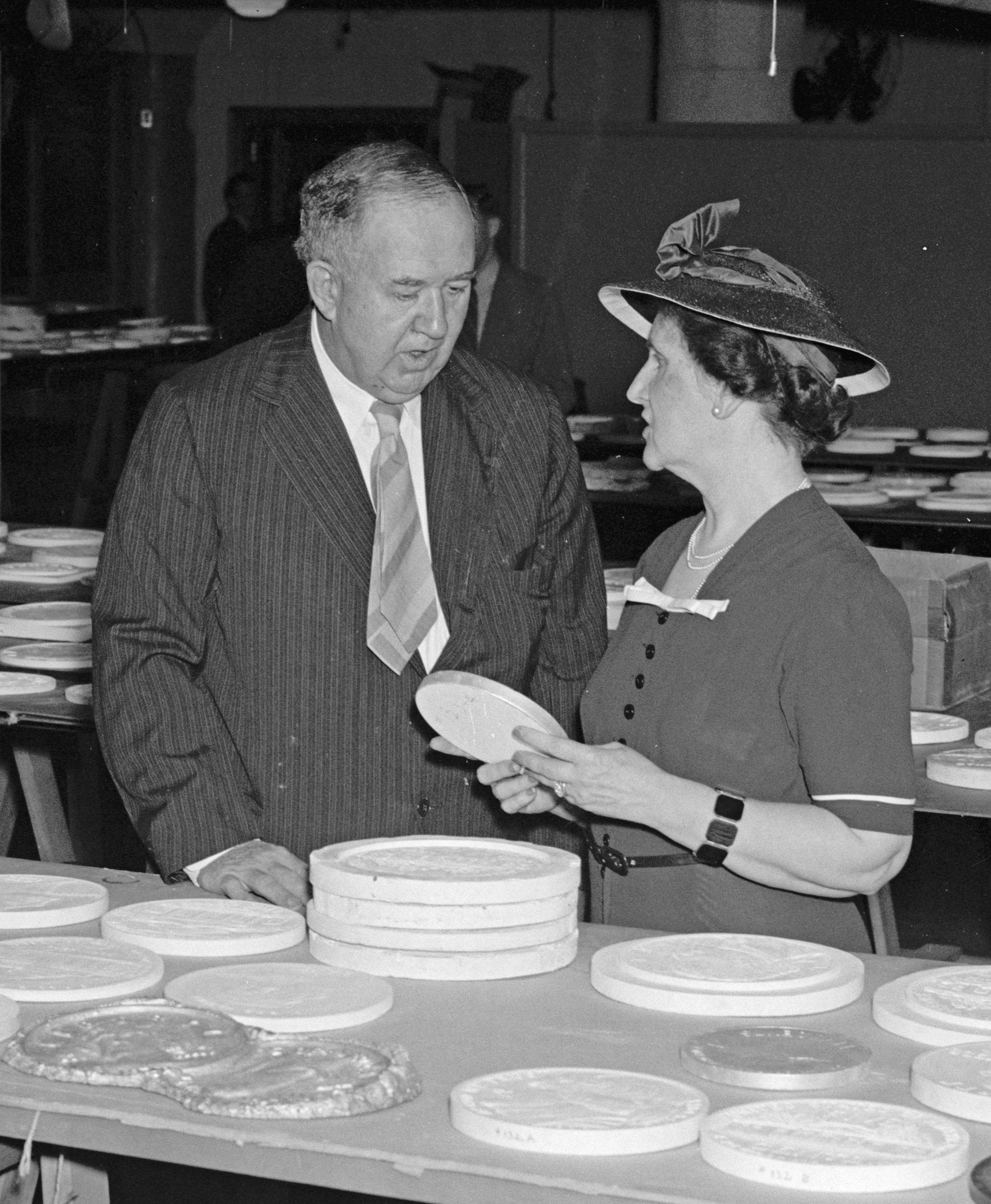
1938年4月，美国铸币局局长内莉·泰洛·罗斯（右）和绘画与雕塑局局长爱德华·布鲁斯一起检视杰斐逊镍币的众多设计稿。

以现今的评价来看，野牛镍币的设计倍受赞誉，其后的纪念银币或金币都曾效仿。但在实际生产的1913至1938年间，这种硬币并不像如今这样人气高涨，铸币局官员对之尤其不满，一方面，铸币模具的破损率居高不下，另一方面，铸币局官员希望能够让出产的硬币尽可能清晰，这又会导致模具故障率进一步提高。到1938年时，野牛镍币的生产已有25个年头，这样美国财政部长就有权决定是否更换设计，无需再由联邦国会批准。隶属财政部管辖的铸币局于是在没有公众表示不满的情况下主动出击，立即提议更换硬币设计。:127
1938年1月下旬，铸币局宣布举行新镍币设计公开竞赛，胜出者可以获得1000美元奖金。设计递交截止日期为4月15日，由铸币局局长内莉·泰洛·罗斯和3位雕塑家担任评委。考虑到1943年是开国元勋、第三任美国总统托马斯·杰斐逊诞辰200周年，所以参赛者需要把杰斐逊肖像放在硬币正面，背面则是总统故居蒙蒂塞洛。:127–128
到3月中旬时，上交的作品仍然廖廖无几，似乎没有多少人对竞赛感兴趣，但事实证明，许多艺术家只是为了增大入选的希望而有意在截止日期临近时再递交作品。截至4月20日，几位评审已经审查了390项设计，4天后，他们宣布费利克斯·施拉格（Felix Schlag）赢得比赛。:129施拉格生于德国，这时来美国还只有9年。或许是存在误解或疏忽，施拉格没有在设计上附上自己的姓名缩写，直到1966年才加入。硬币正面的杰弗逊侧面头像与雕塑家让-安东尼·乌敦制作的杰弗逊肖像很相似，乌敦的作品如今存放在波士顿美术馆:205–206。
5月上旬，有报道称铸币局要求在硬币投产前对施拉格的设计做出部分调整。施拉格的原始设计可以看到蒙蒂塞洛的四分之三，其中还有一棵树。但铸币局官员对施拉格采用的刻字不是很满意，所以最终硬币上刻的文字更具现代风格。官员还对设计稿上的树不满，他们认为这是棵棕榈树，并错误地认为杰斐逊当年不可能栽了这么棵树，然后在5月下旬向施拉格发出加以修改的正式请求。施拉格这时正忙于另一项目，直到6月中旬才开始修改镍币设计，将背面改为蒙蒂塞洛的正面视角平面图。:129–131艺术史学家科尼利厄斯·弗缪尔（Cornelius Vermeule）对此表示：
官员的品味让这兴味十足、甚至令人兴奋的景观就这样消逝了，最终硬币上取而代之的是罗马陵墓般的大楼。试验币背面的名称“蒙蒂塞洛”乍一看似乎并不必要，所以自然也就省略了。但在发行的硬币上，这一名称似乎又必不可少，以免让人以为上面描绘的建筑物是诺克斯堡的保险库，或是国家档案馆大楼，或是不知道什么地方的公共图书馆。:207
7月中旬，设计稿转至美术委员会寻求建议，提交版本背面的“蒙蒂塞洛”已改为新设计，但其上刻字是否调整已不可考。委员会批准了设计方案，但主席查尔斯·摩尔（Charles Moore）要求将背面顶部的格言（“合众为一”）和底部的（美利坚合众国）位置对调，但此建议未获采纳。美术委员会作出推荐后，财政部长亨利·摩根索批准了设计。:129–131
8月21日，印第安纳州麦迪逊县县城安德森（Anderson）的《先驱报》（Herald）报道：
联邦美术委员会……不喜欢托马斯·杰斐逊故居蒙蒂塞洛的外观，所以他们要求艺术家采用房子的正面图案。他们（也）不喜欢硬币上的刻字，觉得不相符，但他们又忘了说清楚到底有什么地方不相符……（如今）已经没有别的理由要在这方面（指在硬币上使用罗马风格刻字）模仿罗马人了，就像没有必要让我们的汽车去模仿宾虚的战车一样。

## 生产

### 1938至1945年：早期生产和二战间的更改
1938年10月3日，杰斐逊镍币开始在全部3家铸币局——分别是费城铸币局、丹佛铸币局和旧金山铸币局——投产，到11月中旬已经生产出约1200万枚，再于11月15日正式进入流通，整个1938年一共生产有不到3000万枚。:141–143根据估算，杰斐逊镍币起初受到囤积，直到1940年才在日常流通中变得常见。
1939年，铸币局重新切割镍币的制模，并把背面模具上蒙蒂塞洛的台阶部分磨得更清晰，之前生产的硬币这个地方都很模糊。从此以后，人们可以通过检查全部6级台阶是否清晰来判断硬币当年的生产品质，台阶完整的镍币收藏价值更高。:143–144

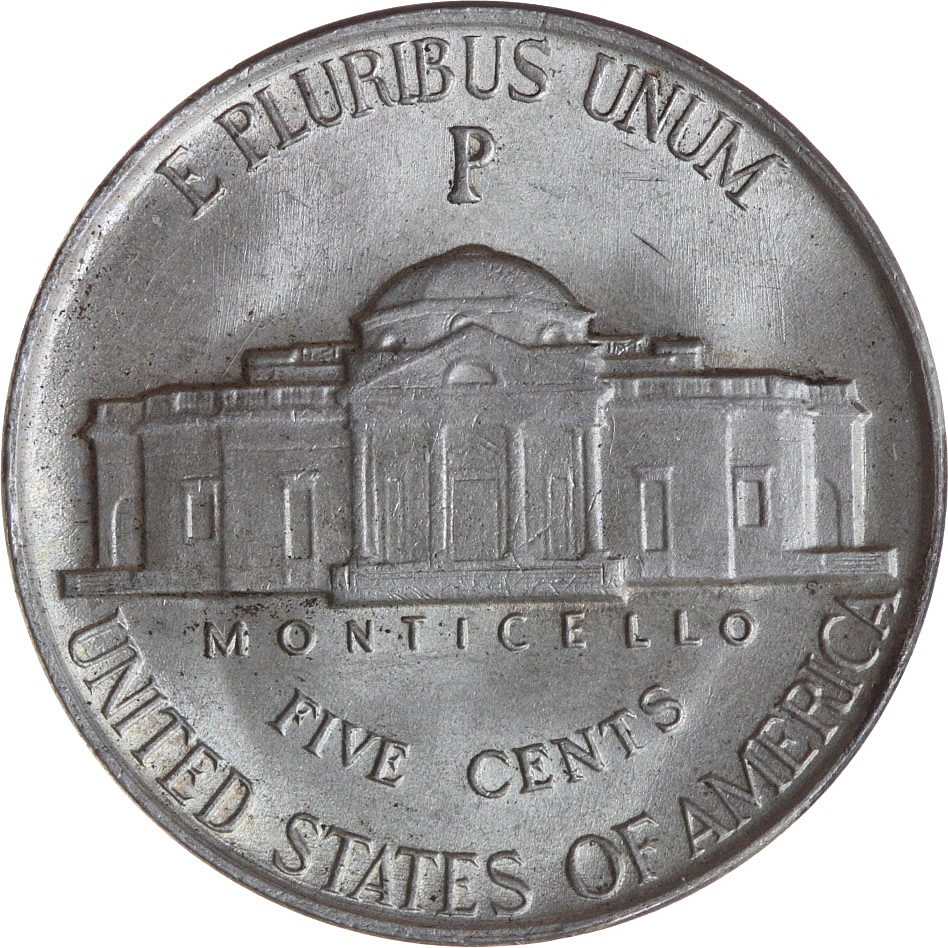
第二次世界大战期间，以银、铜和锰合金打造的“战时镍币”将铸币标记移到了蒙蒂塞洛的上方（字母“P”）。

美国加入第二次世界大战后，镍成为战时关键性的原材料，因此铸币局设法减少这种金属的使用量。1942年3月27日，联邦国会授权生产铜和银各占50%的镍币，并允许铸币局出于对公众利益的考量调整比例或是加入其他金属。铸币局最为期望的是找到一种完全不含镍的合金，同时又能够经自动售货机的假币检测功能接受。最终采用的合金中含56%的铜，35%的银和9%的锰，于1942年10月投产。为了让这些硬币便于识别，并且战争结束后易于退出市场，铸币局在所有“战时镍币”背面的蒙蒂塞洛上方刻上很大的铸币标记，其中代表费城铸币局的是字母，这也是该局的标记首次出现在美国硬币上。1946年，“战时镍币”停产，原本的合金比例和铸币标记尺寸、位置均予恢复（其中费城铸币局生产的硬币没有铸币标记）。马克·本韦努托（Mark A. Benvenuto）于2000年在《钱币学家》（The Numismatist）杂志发文指出，这次合金成分的调整对战局没有显著影响，但这些战时镍币从此成为一种无所不在的提醒，提醒人们胜利所需付出的牺牲。:146–148
收藏界承认的战时镍币除正常版本外还有两种变种，其它的则是假冒品。部分费城铸币局生产的1943年版本所刻年份存在重叠，这是因为铸币局使用了上一年的金属模具，只是将年份重铸，这些硬币年份的最后一位数字“3”刻在尚可辨识的“2”上。。此外，已经还有部分1944年版镍币背面没有铸币标记，这些都是由弗朗西斯·勒罗伊·亨宁（Francis LeRoy Henning）于1954年制作的假冒品，他还仿冒过至少另外4种年份的镍币。

### 1946至2003年：原版设计的后期生产
得知丹佛铸币局在1950年只生产了263万零30枚镍币（1950-类）后，许多地区的人们开始囤积这种版本。20世纪60年代初，针对这种版本的炒作行为增多，但其价格在1964年急剧下挫。由于当时有大量1950版硬币没有进入流通，所以如今这种版本很容易获取。1955年，铸币局生产了多个带有铸造标记的硬币背面金属模，原计划由旧金山铸币局使用，但该局这年没有生产镍币，并且之后就予关闭，所以这些没有用过的模具都转送丹佛铸币局，原本的上直接冲上字母。此外，1949和1954年也出现过这种两个铸币标志重叠的情况。:149
费城铸币局在1938年至1942年间生产有精制币向收藏家销售:143。其中1942年生产的精制币既有“战时镍币”的合金版本，也有常规版本，精制币的生产于这年中止。1950至1964年，精制币恢复销售，但这次硬币却是在短缺时停产。1966年，硬币正面设计做出微调，在杰弗逊的头像下方加上设计师的姓名缩写字母。为纪念这一变更，铸币局特意生产了两枚带有缩写字母的1966年版精制镍币送给施拉德。1965至1967年，铸币局还生产有特别套装，其品质不及精制币。1968年，旧金山铸币局重新开张，精制币也在该局投产并重新开始销售。1965至1967年间，三间铸币局生产的镍币都没有铸造标记。1968年起，硬币上再次采用铸造标记，但位置改到正面，位于杰斐逊头像右侧。:259–260从1971年起，旧金山铸币局就没有再生产过流通镍币，而全部都是精制币（“1971-”类），这也是1878年以来唯一只有精制币版本的镍币:222。1994和1997年的精制镍币带有独特的颗粒状亚光表面，这些硬币是由费城铸币局生产，并且铸造量很小，属纪念币套装的组成部分。
20世纪末，铸币局对杰斐逊镍币的设计做出多次修改。1982年，硬币经过重新设计，背面的台阶再度锐化。1987年的修改则令杰斐逊的头发和蒙蒂塞洛的细节更加清晰，从这年开始，品相俱佳，背面6级台阶清晰完整的杰斐逊镍币变得较为常见。1993年，杰斐逊的头发再度得以锐化。:150–151

### 2003年至今：西行镍币系列，正面的重新设计

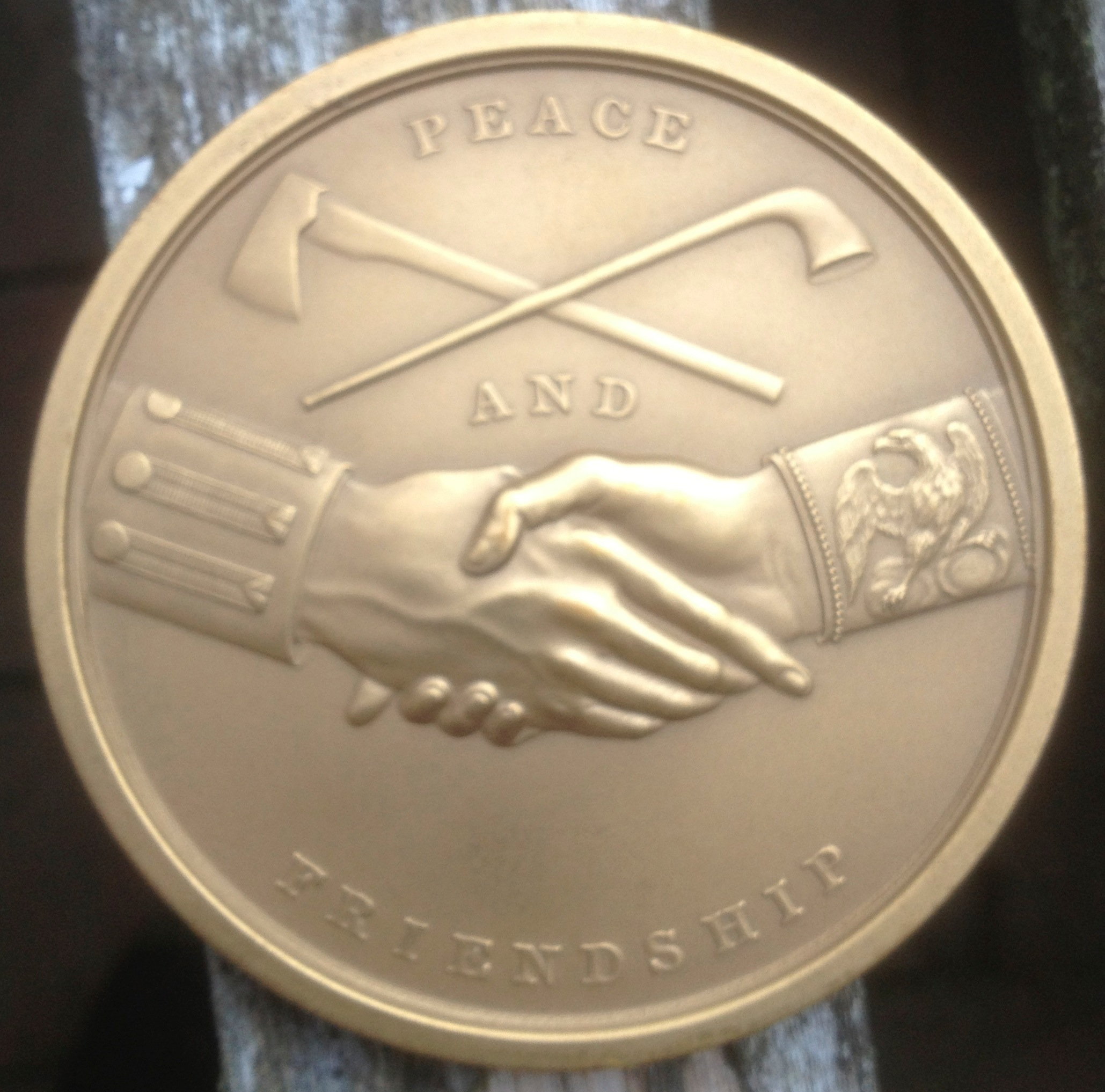
当年为杰斐逊打造的一种印第安和平勋章，西行系列杰斐逊镍币中有一种正是根据这一勋章的背面（图）来设计。

2002年6月，铸币局官员有意重新设计镍币，纪念即将到来的刘易斯与克拉克远征200周年。他们与弗吉尼亚州共和党联邦众议员埃里克·康托尔取得联系，但蒙蒂塞洛正是位于弗吉尼亚州，康托尔不是很愿意将之去除。最终提出的法案允许铸币局在2003至2005年采用不同的设计方案生产镍币，但从2006年开始又需恢复蒙蒂塞洛设计。
2003年4月23日，《2003年美国5美分硬币设计延续法案》生效成为法律。根据其中的条款，财政部长可以更改镍币设计，以纪念刘易斯与克拉克远征和路易斯安那購地，但从2006年开始，镍币上就必须恢复杰斐逊和蒙蒂塞洛设计。根据康托尔的法案，今后美国生产的所有5美分硬币上所刻的都是杰斐逊和蒙蒂塞洛。
2003年11月，铸币局公布了两种背面设计，这两种都将配合施拉格的原版正面，于2004年生产。其中第一种由铸币局雕塑家兼雕刻师诺曼·内梅特（Norman E. Nemeth）设计，设计基础源于当年为杰斐逊打造的一枚印第安和平勋章。第二种则是由另一位铸币局雕塑家兼雕刻师阿尔弗雷特·麦拉斯基（Alfred Maletsky）完成，描绘的是刘易斯与克拉克远征期间使用的一艘龙骨船。

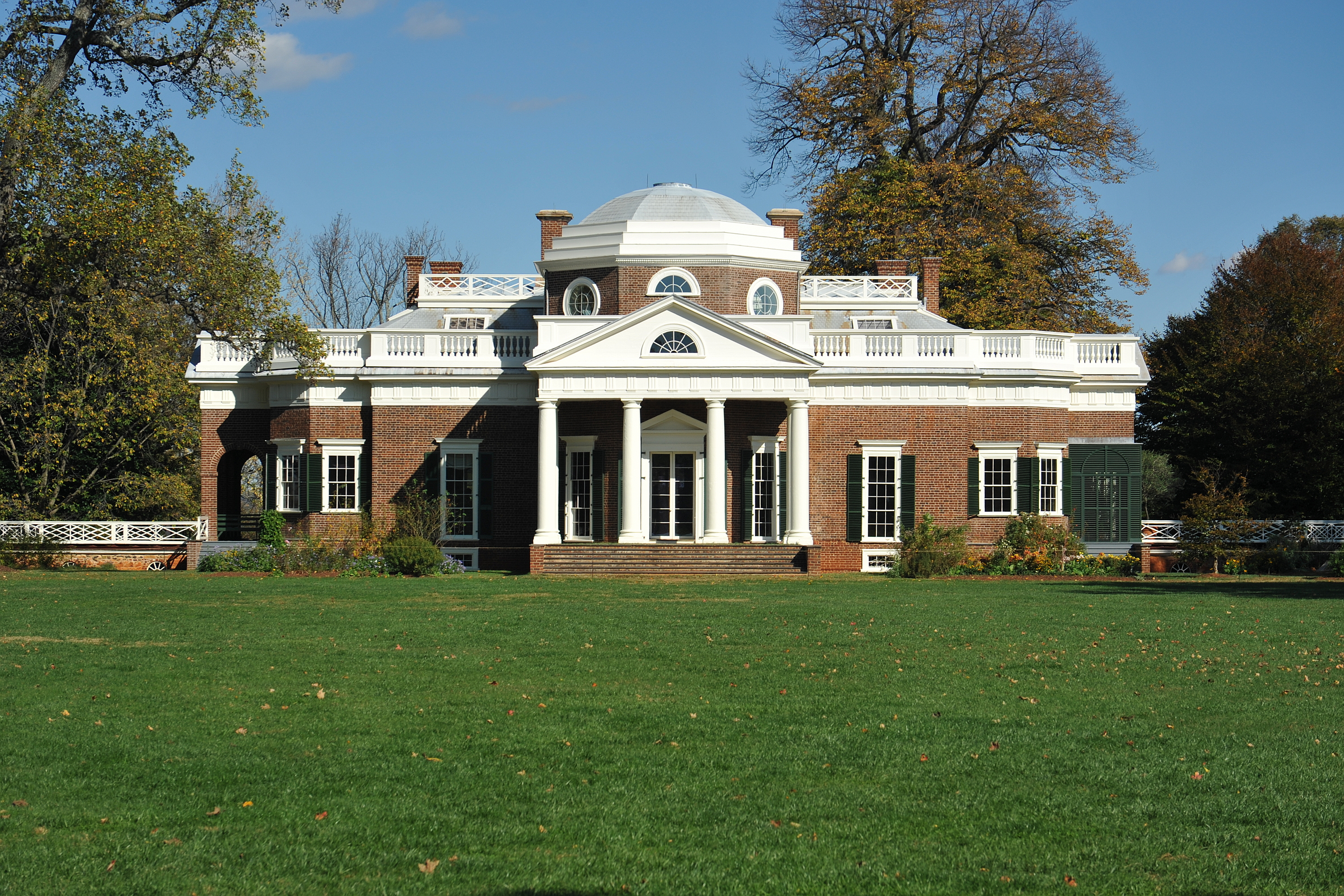
从2006年起，蒙蒂塞洛又回到了杰斐逊镍币的背面

2005年生产的镍币带来杰斐逊的新形象，由乔·菲茨杰拉德（Joe Fitzgerald）根据乌敦制作的杰斐逊半身像设计。其上的（“自由”）一词源于杰斐逊起草的独立宣言手稿，但由于手稿上的这个单词是小写，因此菲茨杰拉德只能从杰斐逊的其他手稿中获取大写字母。这年上半年生产的镍币正面描绘的是一头美洲野牛，由杰米·弗兰基（Jamie Franki）设计，引起对野牛镍币的回忆。下半年的镍币正面则是一片海岸，并附有文字（“大海尽收眼底！哦！令人狂喜！”），这几句话源于威廉·克拉克的日记，他正是当年远征探险的引领者之一。此外，克拉克在日记中所写的“大海”一词实际上是，但铸币局将之改成了现代拼写。
2006年，镍币重新采用杰斐逊肖像和蒙蒂塞洛的图案，其中正面的杰斐逊肖像开始采用弗兰基的新设计。与之前两种都是侧脸不同，这次杰斐逊终于以正脸示人，这张正脸是根据1800年伦勃朗·皮尔（Rembrandt Peale）的研究结果绘制，并且同样包含取自杰斐逊手稿的（“自由”）一词。美国铸币局代理局长大卫·勒布莱克（David Lebryk）表示：“杰弗逊的正脸形象是对他的远见致敬。”。硬币背面恢复施拉格的蒙蒂塞洛设计，只是经铸币局的雕刻师锐化处理。由于施拉格设计的正面已不再采用，所以他的姓名缩写也移至背面，位于蒙蒂塞洛的左侧（硬币右侧）。
2009年，铸币局共计生产的流通镍币只有8664万枚，2010年则大幅提升至4亿9056万枚。2009年生产镍币数量少的根本原因在于经济不景气，导致商务交易中的硬币需求低迷。